# Liste des distinctions de Twelve Years a Slave
Cette page dresse la liste des distinctions obtenues par le film américain Twelve Years a Slave, sorti aux États-Unis le 18 octobre 2013, au cours de la saison des récompenses 2013-2014.

## Présentations festivalières
- Festival du film d'Austin 2013
- Camerimage 2013
- Festival international du film de Chicago 2013
- Festival international du film de Dubaï 2013
- Festival international du film des Hamptons 2013 : film de clôture
- Festival du film de Hollywood 2013
- Festival international du film de Jakarta 2013
- Festival du film de Londres 2013 : Accenture Gala
- Festival du film de Mill Valley 2013
- Festival du film de La Nouvelle-Orléans 2013
- Festival international du film de Stockholm 2013
- Festival du film de Telluride 2013
- Festival international du film de Toronto 2013 : sélection « Special Presentations »

- Festival du film de Capri 2014
- Festival international du film de Palm Springs 2014

## Récompenses et nominations
| Récompense                                                             | Date              | Catégorie                                            | Lauréats et nommés | Résultat   |
| ---------------------------------------------------------------------- | ----------------- | ---------------------------------------------------- | --- | ---------- |
| African-American Film Critics Association Awards                       | 13 décembre 2013  | Meilleur film                                        | | Lauréat    |
| African-American Film Critics Association Awards                       | 13 décembre 2013  | Meilleur réalisateur                                 | Steve McQueen | Lauréat    |
| African-American Film Critics Association Awards                       | 13 décembre 2013  | Meilleur espoir                                      | Lupita Nyong'o | Lauréat    |
| African-American Film Critics Association Awards                       | 13 décembre 2013  | Meilleur scénario                                    | John Ridley | Lauréat    |
| Alliance of Women Film Journalists Awards (EDA Awards)                 | 19 décembre 2013  | Meilleur film                                        | | Lauréat    |
| Alliance of Women Film Journalists Awards (EDA Awards)                 | 19 décembre 2013  | Meilleur réalisateur                                 | Steve McQueen | Lauréat    |
| Alliance of Women Film Journalists Awards (EDA Awards)                 | 19 décembre 2013  | Meilleur acteur                                      | Chiwetel Ejiofor | Nomination |
| Alliance of Women Film Journalists Awards (EDA Awards)                 | 19 décembre 2013  | Meilleur acteur dans un second rôle                  | Michael Fassbender | Nomination |
| Alliance of Women Film Journalists Awards (EDA Awards)                 | 19 décembre 2013  | Meilleure actrice dans un second rôle                | Lupita Nyong'o | Lauréat    |
| Alliance of Women Film Journalists Awards (EDA Awards)                 | 19 décembre 2013  | Meilleur scénario adapté                             | John Ridley | Lauréat    |
| Alliance of Women Film Journalists Awards (EDA Awards)                 | 19 décembre 2013  | Meilleure distribution                               | | Nomination |
| Alliance of Women Film Journalists Awards (EDA Awards)                 | 19 décembre 2013  | Meilleure photographie                               | Sean Bobbitt | Nomination |
| Alliance of Women Film Journalists Awards (EDA Awards)                 | 19 décembre 2013  | Meilleur montage                                     | Joe Walker | Nomination |
| Alliance of Women Film Journalists Awards (EDA Awards)                 | 19 décembre 2013  | Meilleure musique de film                            | Hans Zimmer | Nomination |
| Alliance of Women Film Journalists Awards (EDA Awards)                 | 19 décembre 2013  | Meilleur espoir                                      | Lupita Nyong'o | Lauréat    |
| Alliance of Women Film Journalists Awards (EDA Awards)                 | 19 décembre 2013  | Moment inoubliable                                   | Chiwetel Ejiofor – La pendaison de Solomon | Lauréat    |
| Alliance of Women Film Journalists Awards (EDA Awards)                 | 19 décembre 2013  | Moment inoubliable                                   | Lupita Nyong'o – Patsey demande pardon pour du savon | Nomination |
| American Cinema Editors Awards                                         | 7 février 2014    | Meilleur montage pour un film dramatique             | Joe Walker | Nomination |
| American Film Institute Awards                                         | 10 janvier 2014   | Top 10 des meilleurs films de l'année                | Brad Pitt, Dede Gardner, Jeremy Kleiner, Bill Pohlad, Steve McQueen, Arnon Milchan et Anthony Katagas | Lauréat    |
| Art Directors Guild Awards                                             | 8 février 2014    | Meilleurs décors pour un film d'époque               | Adam Stockhausen | Nomination |
| American Society of Cinematographers Awards                            | 1er février 2014  | Meilleure photographie                               | Sean Bobbitt | Nomination |
| Austin Film Critics Association Awards,                                | 17 décembre 2013  | Meilleur film                                        | | 2e place   |
| Austin Film Critics Association Awards,                                | 17 décembre 2013  | Meilleur acteur                                      | Chiwetel Ejiofor | Lauréat    |
| Austin Film Critics Association Awards,                                | 17 décembre 2013  | Meilleure actrice dans un second rôle                | Lupita Nyong'o | Lauréat    |
| Austin Film Critics Association Awards,                                | 17 décembre 2013  | Meilleur scénario adapté                             | John Ridley | Lauréat    |
| Australian Academy of Cinema and Television Arts Awards (AACTA Awards) | 10 janvier 2014   | Meilleur film international                          | | Nomination |
| Australian Academy of Cinema and Television Arts Awards (AACTA Awards) | 10 janvier 2014   | Meilleur réalisateur international                   | Steve McQueen | Nomination |
| Australian Academy of Cinema and Television Arts Awards (AACTA Awards) | 10 janvier 2014   | Meilleur acteur international                        | Chiwetel Ejiofor | Lauréat    |
| Australian Academy of Cinema and Television Arts Awards (AACTA Awards) | 10 janvier 2014   | Meilleur acteur international dans un second rôle    | Michael Fassbender | Lauréat    |
| Australian Academy of Cinema and Television Arts Awards (AACTA Awards) | 10 janvier 2014   | Meilleure actrice internationale dans un second rôle | Lupita Nyong'o | Nomination |
| Australian Academy of Cinema and Television Arts Awards (AACTA Awards) | 10 janvier 2014   | Meilleur scénario international                      | John Ridley | Nomination |
| Black Film Critics Circle Awards                                       | 18 décembre 2013  | Meilleur film                                        | | Lauréat    |
| Black Film Critics Circle Awards                                       | 18 décembre 2013  | Meilleur réalisateur                                 | Steve McQueen | Lauréat    |
| Black Film Critics Circle Awards                                       | 18 décembre 2013  | Meilleur acteur                                      | Chiwetel Ejiofor | Lauréat    |
| Black Film Critics Circle Awards                                       | 18 décembre 2013  | Meilleure actrice dans un second rôle                | Lupita Nyong'o | Lauréat    |
| Black Film Critics Circle Awards                                       | 18 décembre 2013  | Meilleure distribution                               | | Lauréat    |
| Black Film Critics Circle Awards                                       | 18 décembre 2013  | Meilleur scénario adapté                             | John Ridley | Lauréat    |
| Black Reel Awards                                                      | 13 février 2014   | Meilleur film                                        | | Lauréat    |
| Black Reel Awards                                                      | 13 février 2014   | Meilleur réalisateur                                 | Steve McQueen | Lauréat    |
| Black Reel Awards                                                      | 13 février 2014   | Meilleur acteur                                      | Chiwetel Ejiofor | Lauréat    |
| Black Reel Awards                                                      | 13 février 2014   | Meilleure actrice dans un second rôle                | Lupita Nyong'o | Lauréat    |
| Black Reel Awards                                                      | 13 février 2014   | Meilleure distribution                               | | Lauréat    |
| Black Reel Awards                                                      | 13 février 2014   | Meilleur scénario                                    | John Ridley | Lauréat    |
| Black Reel Awards                                                      | 13 février 2014   | Meilleure musique de film                            | Hans Zimmer | Lauréat    |
| Black Reel Awards                                                      | 13 février 2014   | Meilleure chanson originale                          | Queen of the Field (Patsey’s Song) - Alicia Keys | Nomination |
| Black Reel Awards                                                      | 13 février 2014   | Meilleur espoir féminin                              | Lupita Nyong'o | Lauréat    |
| Boston Online Film Critics Association Awards                          | 7 décembre 2013   | Top 10 des meilleurs films de l'année                | | Lauréat    |
| Boston Online Film Critics Association Awards                          | 7 décembre 2013   | Meilleur film                                        | | Lauréat    |
| Boston Online Film Critics Association Awards                          | 7 décembre 2013   | Meilleur réalisateur                                 | Steve McQueen | Lauréat    |
| Boston Online Film Critics Association Awards                          | 7 décembre 2013   | Meilleur acteur                                      | Chiwetel Ejiofor | Lauréat    |
| Boston Online Film Critics Association Awards                          | 7 décembre 2013   | Meilleure actrice dans un second rôle                | Lupita Nyong'o | Lauréat    |
| Boston Online Film Critics Association Awards                          | 7 décembre 2013   | Meilleure musique de film                            | Hans Zimmer | Lauréat    |
| Boston Online Film Critics Association Awards                          | 7 décembre 2013   | Meilleur montage                                     | Joe Walker | Lauréat    |
| Boston Online Film Critics Association Awards                          | 7 décembre 2013   | Meilleure distribution                               | | Lauréat    |
| Boston Society of Film Critics Awards                                  | 8 décembre 2013   | Meilleur film                                        | | Lauréat    |
| Boston Society of Film Critics Awards                                  | 8 décembre 2013   | Meilleur réalisateur                                 | Steve McQueen | Lauréat    |
| Boston Society of Film Critics Awards                                  | 8 décembre 2013   | Meilleur acteur                                      | Chiwetel Ejiofor | Lauréat    |
| Boston Society of Film Critics Awards                                  | 8 décembre 2013   | Meilleure actrice dans un second rôle                | Lupita Nyong'o | 2e place   |
| Britannia Awards                                                       | 9 novembre 2013   | Acteur britannique de l'année                        | Benedict Cumberbatch également pour August: Osage County, The Fifth Estate, The Hobbit: The Desolation of Smaug et Star Trek Into Darkness | Lauréat    |
| British Academy Film Awards (BAFTA Awards)                             | 16 février 2014   | Meilleur film                                        | | Lauréat    |
| British Academy Film Awards (BAFTA Awards)                             | 16 février 2014   | Meilleur réalisateur                                 | Steve Mcqueen | Nomination |
| British Academy Film Awards (BAFTA Awards)                             | 16 février 2014   | Meilleur acteur                                      | Chiwetel Ejiofor | Lauréat    |
| British Academy Film Awards (BAFTA Awards)                             | 16 février 2014   | Meilleur acteur dans un second rôle                  | Michael Fassbender | Nomination |
| British Academy Film Awards (BAFTA Awards)                             | 16 février 2014   | Meilleure actrice dans un second rôle                | Lupita Nyong'o | Nomination |
| British Academy Film Awards (BAFTA Awards)                             | 16 février 2014   | Meilleur scénario adapté                             | John Ridley | Nomination |
| British Academy Film Awards (BAFTA Awards)                             | 16 février 2014   | Meilleurs décors                                     | Adam Stockhausen et Alice Baker | Nomination |
| British Academy Film Awards (BAFTA Awards)                             | 16 février 2014   | Meilleure photographie                               | Sean Bobbitt | Nomination |
| British Academy Film Awards (BAFTA Awards)                             | 16 février 2014   | Meilleur montage                                     | Joe Walker | Nomination |
| British Academy Film Awards (BAFTA Awards)                             | 16 février 2014   | Meilleure musique de film                            | Hans Zimmer | Nomination |
| British Academy Film Awards (BAFTA Awards)                             | 16 février 2014   | Rising Star Award                                    | Lupita Nyong'o | Nomination |
| Camerimage                                                             | 23 novembre 2013  | Grenouille d'or                                      | | Nomination |
| Festival du film de Capri                                              | 2 janvier 2014    | Meilleur acteur dans un second rôle                  | Michael Fassbender | Lauréat    |
| Festival du film de Capri                                              | 2 janvier 2014    | Meilleur scénario adapté                             | John Ridley | Lauréat    |
| Central Ohio Film Critics Association Awards,                          | 2 janvier 2014    | Meilleur film                                        | | Nomination |
| Central Ohio Film Critics Association Awards,                          | 2 janvier 2014    | Meilleur réalisateur                                 | Steve McQueen | Nomination |
| Central Ohio Film Critics Association Awards,                          | 2 janvier 2014    | Meilleur acteur                                      | Chiwetel Ejiofor | Lauréat    |
| Central Ohio Film Critics Association Awards,                          | 2 janvier 2014    | Meilleur acteur dans un second rôle                  | Michael Fassbender | Nomination |
| Central Ohio Film Critics Association Awards,                          | 2 janvier 2014    | Meilleure actrice dans un second rôle                | Lupita Nyong’o | 2e place   |
| Central Ohio Film Critics Association Awards,                          | 2 janvier 2014    | Meilleure distribution                               | | Nomination |
| Central Ohio Film Critics Association Awards,                          | 2 janvier 2014    | Acteur de l'année                                    | Benedict Cumberbatch également pour August: Osage County, The Fifth Estate, The Hobbit: The Desolation of Smaug et Star Trek Into Darkness | Lauréat    |
| Central Ohio Film Critics Association Awards,                          | 2 janvier 2014    | Meilleure photographie                               | Sean Bobbitt | Nomination |
| Central Ohio Film Critics Association Awards,                          | 2 janvier 2014    | Meilleur scénario adapté                             | John Ridley | Nomination |
| Central Ohio Film Critics Association Awards,                          | 2 janvier 2014    | Meilleure musique de film                            | Hans Zimmer | Nomination |
| Chicago Film Critics Association Awards,                               | 16 décembre 2013  | Meilleur film                                        | | Lauréat    |
| Chicago Film Critics Association Awards,                               | 16 décembre 2013  | Meilleur réalisateur                                 | Steve McQueen | Lauréat    |
| Chicago Film Critics Association Awards,                               | 16 décembre 2013  | Meilleur acteur                                      | Chiwetel Ejiofor | Lauréat    |
| Chicago Film Critics Association Awards,                               | 16 décembre 2013  | Meilleur acteur dans un second rôle                  | Michael Fassbender | Nomination |
| Chicago Film Critics Association Awards,                               | 16 décembre 2013  | Meilleure actrice dans un second rôle                | Lupita Nyong'o | Lauréat    |
| Chicago Film Critics Association Awards,                               | 16 décembre 2013  | Meilleur scénario adapté                             | John Ridley | Lauréat    |
| Chicago Film Critics Association Awards,                               | 16 décembre 2013  | Meilleure musique de film                            | Hans Zimmer | Nomination |
| Chicago Film Critics Association Awards,                               | 16 décembre 2013  | Meilleure photographie                               | Sean Bobbitt | Nomination |
| Chicago Film Critics Association Awards,                               | 16 décembre 2013  | Meilleure direction artistique                       | Adam Stockhausen et Alice Baker | Nomination |
| Chicago Film Critics Association Awards,                               | 16 décembre 2013  | Meilleur montage                                     | Joe Walker | Nomination |
| Chicago Film Critics Association Awards,                               | 16 décembre 2013  | Meilleur espoir                                      | Lupita Nyong'o | Nomination |
| Costume Designers Guild Awards                                         | 22 février 2014   | Meilleurs costumes pour un film d'époque             | Patricia Norris | Lauréat    |
| Critics' Choice Movie Awards (BFCA Awards)                             | 16 janvier 2014   | Meilleur film                                        | | Lauréat    |
| Critics' Choice Movie Awards (BFCA Awards)                             | 16 janvier 2014   | Meilleur réalisateur                                 | Steve Mcqueen | Nomination |
| Critics' Choice Movie Awards (BFCA Awards)                             | 16 janvier 2014   | Meilleur acteur                                      | Chiwetel Ejiofor | Nomination |
| Critics' Choice Movie Awards (BFCA Awards)                             | 16 janvier 2014   | Meilleur acteur dans un second rôle                  | Michael Fassbender | Nomination |
| Critics' Choice Movie Awards (BFCA Awards)                             | 16 janvier 2014   | Meilleure actrice dans un second rôle                | Lupita Nyong'o | Lauréat    |
| Critics' Choice Movie Awards (BFCA Awards)                             | 16 janvier 2014   | Meilleure distribution                               | | Nomination |
| Critics' Choice Movie Awards (BFCA Awards)                             | 16 janvier 2014   | Meilleur scénario adapté                             | John Ridley | Lauréat    |
| Critics' Choice Movie Awards (BFCA Awards)                             | 16 janvier 2014   | Meilleure direction artistique                       | Adam Stockhausen et Alice Baker | Nomination |
| Critics' Choice Movie Awards (BFCA Awards)                             | 16 janvier 2014   | Meilleurs costumes                                   | Patricia Norris | Nomination |
| Critics' Choice Movie Awards (BFCA Awards)                             | 16 janvier 2014   | Meilleur maquillage                                  | Ma Kalaadevi Ananda | Nomination |
| Critics' Choice Movie Awards (BFCA Awards)                             | 16 janvier 2014   | Meilleure photographie                               | Sean Bobbitt | Nomination |
| Critics' Choice Movie Awards (BFCA Awards)                             | 16 janvier 2014   | Meilleur montage                                     | Joe Walker | Nomination |
| Critics' Choice Movie Awards (BFCA Awards)                             | 16 janvier 2014   | Meilleure musique de film                            | Hans Zimmer | Nomination |
| Dallas-Fort Worth Film Critics Association Awards                      | 16 décembre 2013  | Meilleur film                                        | | Lauréat    |
| Dallas-Fort Worth Film Critics Association Awards                      | 16 décembre 2013  | Meilleur réalisateur                                 | Steve McQueen | 2e place   |
| Dallas-Fort Worth Film Critics Association Awards                      | 16 décembre 2013  | Meilleur acteur                                      | Chiwetel Ejiofor | 2e place   |
| Dallas-Fort Worth Film Critics Association Awards                      | 16 décembre 2013  | Meilleur acteur dans un second rôle                  | Michael Fassbender | 2e place   |
| Dallas-Fort Worth Film Critics Association Awards                      | 16 décembre 2013  | Meilleure actrice dans un second rôle                | Lupita Nyong'o | Lauréat    |
| Dallas-Fort Worth Film Critics Association Awards                      | 16 décembre 2013  | Meilleur scénario                                    | John Ridley | Lauréat    |
| Dallas-Fort Worth Film Critics Association Awards                      | 16 décembre 2013  | Meilleure photographie                               | Sean Bobbitt | 2e place   |
| Denver Film Critics Society Awards                                     | 13 janvier 2014   | Meilleur film                                        | | Nomination |
| Denver Film Critics Society Awards                                     | 13 janvier 2014   | Meilleur réalisateur                                 | Steve McQueen | Nomination |
| Denver Film Critics Society Awards                                     | 13 janvier 2014   | Meilleur acteur                                      | Chiwetel Ejiofor | Nomination |
| Denver Film Critics Society Awards                                     | 13 janvier 2014   | Meilleur acteur dans un second rôle                  | Michael Fassbender | Nomination |
| Denver Film Critics Society Awards                                     | 13 janvier 2014   | Meilleure actrice dans un second rôle                | Lupita Nyong'o | Nomination |
| Denver Film Critics Society Awards                                     | 13 janvier 2014   | Meilleur scénario adapté                             | John Ridley | Nomination |
| Denver Film Critics Society Awards                                     | 13 janvier 2014   | Meilleure musique de film                            | Hans Zimmer | Nomination |
| Detroit Film Critics Society Awards                                    | 13 décembre 2013  | Meilleur film                                        | | Nomination |
| Detroit Film Critics Society Awards                                    | 13 décembre 2013  | Meilleur acteur                                      | Chiwetel Ejiofor | Nomination |
| Detroit Film Critics Society Awards                                    | 13 décembre 2013  | Meilleure actrice dans un second rôle                | Lupita Nyong'o | Nomination |
| Detroit Film Critics Society Awards                                    | 13 décembre 2013  | Meilleure distribution                               | | Nomination |
| Directors Guild of America Awards                                      | 25 janvier 2014   | Meilleur réalisateur de film                         | Steve McQueen | Nomination |
| Florida Film Critics Circle Awards,                                    | 18 décembre 2013  | Meilleur film                                        | | Lauréat    |
| Florida Film Critics Circle Awards,                                    | 18 décembre 2013  | Meilleur réalisateur                                 | Steve McQueen | Lauréat    |
| Florida Film Critics Circle Awards,                                    | 18 décembre 2013  | Meilleur acteur                                      | Chiwetel Ejiofor | Lauréat    |
| Florida Film Critics Circle Awards,                                    | 18 décembre 2013  | Meilleur acteur dans un second rôle                  | Michael Fassbender | 2e place   |
| Florida Film Critics Circle Awards,                                    | 18 décembre 2013  | Meilleure actrice dans un second rôle                | Lupita Nyong'o | Lauréat    |
| Florida Film Critics Circle Awards,                                    | 18 décembre 2013  | Meilleur scénario adapté                             | John Ridley | Lauréat    |
| Florida Film Critics Circle Awards,                                    | 18 décembre 2013  | Pauline Kael Breakout Award                          | Lupita Nyong'o | Lauréat    |
| Gay and Lesbian Entertainment Critics Association Awards               | 21 janvier 2014   | Film de l'année                                      | | Lauréat    |
| Gay and Lesbian Entertainment Critics Association Awards               | 21 janvier 2014   | Performance masculine de l'année                     | Chiwetel Ejiofor | Nomination |
| Gay and Lesbian Entertainment Critics Association Awards               | 21 janvier 2014   | Performance féminine de l'année                      | Lupita Nyong'o | Nomination |
| Gay and Lesbian Entertainment Critics Association Awards               | 21 janvier 2014   | Rising Star Award                                    | Lupita Nyong'o | Nomination |
| Gay and Lesbian Entertainment Critics Association Awards               | 21 janvier 2014   | Wilde Artist of the Year                             | Steve McQueen | Nomination |
| Georgia Film Critics Association Awards                                | 10 janvier 2014   | Meilleur film                                        | | Nomination |
| Georgia Film Critics Association Awards                                | 10 janvier 2014   | Meilleur réalisateur                                 | Steve McQueen | Nomination |
| Georgia Film Critics Association Awards                                | 10 janvier 2014   | Meilleur acteur                                      | Chiwetel Ejiofor | Lauréat    |
| Georgia Film Critics Association Awards                                | 10 janvier 2014   | Meilleur acteur dans un second rôle                  | Michael Fassbender | Lauréat    |
| Georgia Film Critics Association Awards                                | 10 janvier 2014   | Meilleure actrice dans un second rôle                | Lupita Nyong'o | Lauréat    |
| Georgia Film Critics Association Awards                                | 10 janvier 2014   | Meilleure distribution                               | | Nomination |
| Georgia Film Critics Association Awards                                | 10 janvier 2014   | Meilleur espoir                                      | Lupita Nyong'o | Nomination |
| Georgia Film Critics Association Awards                                | 10 janvier 2014   | Meilleur scénario adapté                             | John Ridley | Nomination |
| Georgia Film Critics Association Awards                                | 10 janvier 2014   | Meilleure photographie                               | Sean Bobbitt | Nomination |
| Georgia Film Critics Association Awards                                | 10 janvier 2014   | Meilleurs décors                                     | Adam Stockhausen et Alice Baker | Nomination |
| Georgia Film Critics Association Awards                                | 10 janvier 2014   | Meilleure musique de film                            | Hans Zimmer | Nomination |
| Golden Globes                                                          | 12 janvier 2014   | Meilleur film dramatique                             | | Lauréat    |
| Golden Globes                                                          | 12 janvier 2014   | Meilleur réalisateur                                 | Steve McQueen | Nomination |
| Golden Globes                                                          | 12 janvier 2014   | Meilleur acteur dans un film dramatique              | Chiwetel Ejiofor | Nomination |
| Golden Globes                                                          | 12 janvier 2014   | Meilleur acteur dans un second rôle                  | Michael Fassbender | Nomination |
| Golden Globes                                                          | 12 janvier 2014   | Meilleure actrice dans un second rôle                | Lupita Nyong'o | Nomination |
| Golden Globes                                                          | 12 janvier 2014   | Meilleur scénario                                    | John Ridley | Nomination |
| Golden Globes                                                          | 12 janvier 2014   | Meilleure musique de film                            | Hans Zimmer | Nomination |
| Gotham Awards                                                          | 2 décembre 2013   | Meilleur film                                        | | Nomination |
| Gotham Awards                                                          | 2 décembre 2013   | Meilleur acteur                                      | Chiwetel Ejiofor | Nomination |
| Gotham Awards                                                          | 2 décembre 2013   | Meilleur espoir                                      | Lupita Nyong'o | Nomination |
| Gotham Awards                                                          | 2 décembre 2013   | Audience Award                                       | | Nomination |
| Festival international du film des Hamptons                            | 20 octobre 2013   | Meilleur espoir                                      | Lupita Nyong'o | Lauréat    |
| Festival du film de Hollywood                                          | 20 octobre 2013   | Meilleur nouveau réalisateur                         | Steve McQueen | Lauréat    |
| Festival du film de Hollywood                                          | 20 octobre 2013   | New Hollywood Award                                  | Lupita Nyong'o | Lauréat    |
| Houston Film Critics Society Awards                                    | 15 décembre 2013  | Meilleur film                                        | | Lauréat    |
| Houston Film Critics Society Awards                                    | 15 décembre 2013  | Meilleur réalisateur                                 | Steve McQueen | Nomination |
| Houston Film Critics Society Awards                                    | 15 décembre 2013  | Meilleur acteur                                      | Chiwetel Ejiofor | Lauréat    |
| Houston Film Critics Society Awards                                    | 15 décembre 2013  | Meilleur acteur dans un second rôle                  | Michael Fassbender | Nomination |
| Houston Film Critics Society Awards                                    | 15 décembre 2013  | Meilleure actrice dans un second rôle                | Lupita Nyong'o | Lauréat    |
| Houston Film Critics Society Awards                                    | 15 décembre 2013  | Meilleur scénario                                    | John Ridley | Lauréat    |
| Houston Film Critics Society Awards                                    | 15 décembre 2013  | Meilleure photographie                               | Sean Bobbitt | Nomination |
| Houston Film Critics Society Awards                                    | 15 décembre 2013  | Meilleure musique de film                            | Hans Zimmer | Nomination |
| Independent Spirit Awards                                              | 1er mars 2014     | Meilleur film                                        | | Lauréat    |
| Independent Spirit Awards                                              | 1er mars 2014     | Meilleur réalisateur                                 | Steve McQueen | Lauréat    |
| Independent Spirit Awards                                              | 1er mars 2014     | Meilleur acteur                                      | Chiwetel Ejiofor | Nomination |
| Independent Spirit Awards                                              | 1er mars 2014     | Meilleur acteur dans un second rôle                  | Michael Fassbender | Nomination |
| Independent Spirit Awards                                              | 1er mars 2014     | Meilleure actrice dans un second rôle                | Lupita Nyong'o | Lauréat    |
| Independent Spirit Awards                                              | 1er mars 2014     | Meilleur scénario                                    | John Ridley | Lauréat    |
| Independent Spirit Awards                                              | 1er mars 2014     | Meilleure photographie                               | Sean Bobbitt | Lauréat    |
| Indiana Film Critics Association Awards                                | 16 décembre 2013  | Meilleur film                                        | | Lauréat    |
| Indiana Film Critics Association Awards                                | 16 décembre 2013  | Meilleur réalisateur                                 | Steve McQueen | Lauréat    |
| Indiana Film Critics Association Awards                                | 16 décembre 2013  | Meilleur acteur                                      | Chiwetel Ejiofor | Lauréat    |
| Indiana Film Critics Association Awards                                | 16 décembre 2013  | Meilleur scénario adapté                             | John Ridley | 2e place   |
| Indiana Film Critics Association Awards                                | 16 décembre 2013  | Meilleure musique de film                            | Hans Zimmer | Lauréat    |
| International Cinephile Society Awards                                 | 23 février 2014   | Meilleur film                                        | | Nomination |
| International Cinephile Society Awards                                 | 23 février 2014   | Meilleur acteur                                      | Chiwetel Ejiofor | Nomination |
| International Cinephile Society Awards                                 | 23 février 2014   | Meilleur acteur dans un second rôle                  | Michael Fassbender | Nomination |
| International Cinephile Society Awards                                 | 23 février 2014   | Meilleure actrice dans un second rôle                | Lupita Nyong'o | Nomination |
| International Cinephile Society Awards                                 | 23 février 2014   | Meilleure distribution                               | | Nomination |
| International Cinephile Society Awards                                 | 23 février 2014   | Meilleur scénario adapté                             | John Ridley | Nomination |
| International Cinephile Society Awards                                 | 23 février 2014   | Meilleure musique de film                            | Hans Zimmer | Nomination |
| Iowa Film Critics Association Awards                                   | 10 janvier 2014   | Meilleur film                                        | | Lauréat    |
| Iowa Film Critics Association Awards                                   | 10 janvier 2014   | Meilleur réalisateur                                 | Steve McQueen | Lauréat    |
| Iowa Film Critics Association Awards                                   | 10 janvier 2014   | Meilleur acteur                                      | Chiwetel Ejiofor | Lauréat    |
| Iowa Film Critics Association Awards                                   | 10 janvier 2014   | Meilleur acteur dans un second rôle                  | Michael Fassbender | Lauréat    |
| Iowa Film Critics Association Awards                                   | 10 janvier 2014   | Meilleure actrice dans un second rôle                | Lupita Nyong'o | Lauréat    |
| Kansas City Film Critics Circle Awards                                 | 15 décembre 2013  | Meilleur film                                        | | Lauréat    |
| Kansas City Film Critics Circle Awards                                 | 15 décembre 2013  | Meilleur réalisateur                                 | Steve McQueen ex-æquo avec Alfonso Cuarón pour Gravity | Lauréat    |
| Kansas City Film Critics Circle Awards                                 | 15 décembre 2013  | Meilleur acteur                                      | Chiwetel Ejiofor | Lauréat    |
| Kansas City Film Critics Circle Awards                                 | 15 décembre 2013  | Meilleur acteur dans un second rôle                  | Michael Fassbender | Lauréat    |
| Kansas City Film Critics Circle Awards                                 | 15 décembre 2013  | Meilleure actrice dans un second rôle                | Lupita Nyong'o | Lauréat    |
| Kansas City Film Critics Circle Awards                                 | 15 décembre 2013  | Meilleur scénario adapté                             | John Ridley | Lauréat    |
| Las Vegas Film Critics Society Awards                                  | 18 décembre 2013  | Meilleur film                                        | | Lauréat    |
| Las Vegas Film Critics Society Awards                                  | 18 décembre 2013  | Top 10 des meilleurs films                           | | Lauréat    |
| Las Vegas Film Critics Society Awards                                  | 18 décembre 2013  | Meilleur réalisateur                                 | Steve McQueen | Lauréat    |
| Las Vegas Film Critics Society Awards                                  | 18 décembre 2013  | Meilleure actrice dans un second rôle                | Lupita Nyong'o | Lauréat    |
| Las Vegas Film Critics Society Awards                                  | 18 décembre 2013  | Meilleurs costumes                                   | Patricia Norris | Lauréat    |
| Las Vegas Film Critics Society Awards                                  | 18 décembre 2013  | Meilleure musique de film                            | Hans Zimmer | Lauréat    |
| London Film Critics' Circle Awards,                                    | 2 février 2014    | Meilleur film                                        | | Lauréat    |
| London Film Critics' Circle Awards,                                    | 2 février 2014    | Meilleur réalisateur                                 | Steve McQueen | Nomination |
| London Film Critics' Circle Awards,                                    | 2 février 2014    | Meilleur acteur                                      | Chiwetel Ejiofor | Lauréat    |
| London Film Critics' Circle Awards,                                    | 2 février 2014    | Meilleur acteur dans un second rôle                  | Michael Fassbender | Lauréat    |
| London Film Critics' Circle Awards,                                    | 2 février 2014    | Meilleure actrice dans un second rôle                | Lupita Nyong'o | Lauréat    |
| London Film Critics' Circle Awards,                                    | 2 février 2014    | Meilleur acteur britannique                          | Chiwetel Ejiofor | Nomination |
| London Film Critics' Circle Awards,                                    | 2 février 2014    | Meilleur acteur britannique dans un second role      | Michael Fassbender | Nomination |
| London Film Critics' Circle Awards,                                    | 2 février 2014    | Meilleur scénario                                    | John Ridley | Nomination |
| London Film Critics' Circle Awards,                                    | 2 février 2014    | Technical Achievement Award                          | Sean Bobbitt (photographie) | Nomination |
| Los Angeles Film Critics Association Awards                            | 8 décembre 2013   | Meilleur acteur                                      | Chiwetel Ejiofor | 2e place   |
| Los Angeles Film Critics Association Awards                            | 8 décembre 2013   | Meilleure actrice dans un second rôle                | Lupita Nyong'o | Lauréat    |
| Los Angeles Film Critics Association Awards                            | 8 décembre 2013   | Special Citation                                     | The Creative Team of 12 Years a Slave | Lauréat    |
| Festival du film de Mill Valley,                                       | 11 octobre 2013   | Overall Audience Favorite                            | | Lauréat    |
| Festival du film de Mill Valley,                                       | 11 octobre 2013   | MVFF Award                                           | Steve McQueen and Chiwetel Ejiofor | Lauréat    |
| Motion Picture Sound Editors Awards (Golden Reel Awards)               | 13 février 2014   | Meilleur montage de son - Sound Effects And Foley    | | Nomination |
| Motion Picture Sound Editors Awards (Golden Reel Awards)               | 13 février 2014   | Meilleur montage de son - Dialogue and ADR           | | Nomination |
| Motion Picture Sound Editors Awards (Golden Reel Awards)               | 13 février 2014   | Meilleur montage de son - Music in a Feature         | | Nomination |
| NAACP Image Awards                                                     | 21 février 2014   | Meilleur film                                        | | Lauréat    |
| NAACP Image Awards                                                     | 21 février 2014   | Meilleur réalisateur                                 | Steve McQueen | Lauréat    |
| NAACP Image Awards                                                     | 21 février 2014   | Meilleur acteur                                      | Chiwetel Ejiofor | Nomination |
| NAACP Image Awards                                                     | 21 février 2014   | Meilleure actrice dans un second rôle                | Lupita Nyong'o | Lauréat    |
| NAACP Image Awards                                                     | 21 février 2014   | Meilleure actrice dans un second rôle                | Alfre Woodard | Nomination |
| NAACP Image Awards                                                     | 21 février 2014   | Meilleur scénario                                    | John Ridley | Nomination |
| National Board of Review Awards                                        | 4 décembre 2013   | Top 10 des meilleurs films                           | | Lauréat    |
| National Society of Film Critics Awards                                | 4 janvier 2014    | Meilleur film                                        | | 3e place   |
| National Society of Film Critics Awards                                | 4 janvier 2014    | Meilleur réalisateur                                 | Steve McQueen | 3e place   |
| National Society of Film Critics Awards                                | 4 janvier 2014    | Meilleur acteur                                      | Chiwetel Ejiofor | 2e place   |
| National Society of Film Critics Awards                                | 4 janvier 2014    | Meilleure actrice dans un second rôle                | Lupita Nyong'o | 2e place   |
| Nevada Film Critics Society Awards                                     | 19 décembre 2013  | Meilleur film                                        | | Lauréat    |
| New York Film Critics Circle Awards                                    | 3 décembre 2013   | Meilleur film                                        | | 2e place   |
| New York Film Critics Circle Awards                                    | 3 décembre 2013   | Meilleur réalisateur                                 | Steve McQueen | Lauréat    |
| New York Film Critics Circle Awards                                    | 3 décembre 2013   | Meilleur acteur                                      | Chiwetel Ejiofor | 2e place   |
| New York Film Critics Circle Awards                                    | 3 décembre 2013   | Meilleur acteur dans un second rôle                  | Michael Fassbender | 2e place   |
| New York Film Critics Circle Awards                                    | 3 décembre 2013   | Meilleure actrice dans un second rôle                | Lupita Nyong'o | 2e place   |
| New York Film Critics Online Awards                                    | 8 décembre 2013   | Top 10 des meilleurs films                           | | Lauréat    |
| New York Film Critics Online Awards                                    | 8 décembre 2013   | Meilleur film                                        | | Lauréat    |
| New York Film Critics Online Awards                                    | 8 décembre 2013   | Meilleur acteur                                      | Chiwetel Ejiofor | Lauréat    |
| New York Film Critics Online Awards                                    | 8 décembre 2013   | Meilleure actrice dans un second rôle                | Lupita Nyong'o | Lauréat    |
| North Carolina Film Critics Awards                                     | 12 janvier 2014   | Meilleur film                                        | | Lauréat    |
| North Carolina Film Critics Awards                                     | 12 janvier 2014   | Meilleur réalisateur                                 | Steve McQueen | Lauréat    |
| North Carolina Film Critics Awards                                     | 12 janvier 2014   | Meilleur acteur                                      | Chiwetel Ejiofor | Lauréat    |
| North Carolina Film Critics Awards                                     | 12 janvier 2014   | Meilleur acteur dans un second rôle                  | Michael Fassbender | Lauréat    |
| North Carolina Film Critics Awards                                     | 12 janvier 2014   | Meilleure actrice dans un second rôle                | Lupita Nyong'o | Lauréat    |
| North Carolina Film Critics Awards                                     | 12 janvier 2014   | Meilleure actrice dans un second rôle                | Sarah Paulson | Nomination |
| North Carolina Film Critics Awards                                     | 12 janvier 2014   | Meilleur scénario adapté                             | John Ridley | Lauréat    |
| North Texas Film Critics Association Awards                            | 6 janvier 2014    | Meilleur acteur                                      | Chiwetel Ejiofor | Lauréat    |
| Oklahoma Film Critics Circle Awards                                    | 6 janvier 2014    | Meilleur film                                        | | 3e place   |
| Oklahoma Film Critics Circle Awards                                    | 6 janvier 2014    | Meilleur acteur                                      | Chiwetel Ejiofor | Lauréat    |
| Oklahoma Film Critics Circle Awards                                    | 6 janvier 2014    | Meilleur scénario adapté                             | John Ridley | Lauréat    |
| Online Film Critics Society Awards                                     | 16 décembre 2013  | Meilleur film                                        | | Lauréat    |
| Online Film Critics Society Awards                                     | 16 décembre 2013  | Meilleur réalisateur                                 | Steve McQueen | Nomination |
| Online Film Critics Society Awards                                     | 16 décembre 2013  | Meilleur acteur                                      | Chiwetel Ejiofor | Lauréat    |
| Online Film Critics Society Awards                                     | 16 décembre 2013  | Meilleur acteur dans un second rôle                  | Michael Fassbender | Lauréat    |
| Online Film Critics Society Awards                                     | 16 décembre 2013  | Meilleure actrice dans un second rôle                | Lupita Nyong'o | Lauréat    |
| Online Film Critics Society Awards                                     | 16 décembre 2013  | Meilleur scénario adapté                             | John Ridley | Lauréat    |
| Online Film Critics Society Awards                                     | 16 décembre 2013  | Meilleure photographie                               | Sean Bobbitt | Nomination |
| Online Film Critics Society Awards                                     | 16 décembre 2013  | Meilleur montage                                     | Joe Walker | Nomination |
| Oscars du cinéma                                                       | 2 mars 2014       | Meilleur film                                        | | Lauréat    |
| Oscars du cinéma                                                       | 2 mars 2014       | Meilleur réalisateur                                 | Steve Mcqueen | Nomination |
| Oscars du cinéma                                                       | 2 mars 2014       | Meilleur acteur                                      | Chiwetel Ejiofor | Nomination |
| Oscars du cinéma                                                       | 2 mars 2014       | Meilleur acteur dans un second rôle                  | Michael Fassbender | Nomination |
| Oscars du cinéma                                                       | 2 mars 2014       | Meilleure actrice dans un second rôle                | Lupita Nyong'o | Lauréat    |
| Oscars du cinéma                                                       | 2 mars 2014       | Meilleur scénario adapté                             | John Ridley | Lauréat    |
| Oscars du cinéma                                                       | 2 mars 2014       | Meilleurs décors                                     | Adam Stockhausen et Alice Baker | Nomination |
| Oscars du cinéma                                                       | 2 mars 2014       | Meilleurs costumes                                   | Patricia Norris | Nomination |
| Oscars du cinéma                                                       | 2 mars 2014       | Meilleur montage                                     | Joe Walker | Nomination |
| Festival international du film de Palm Springs                         | 13 janvier 2014   | Director of the Year Award                           | Steve McQueen « le réalisateur captive son public en le provoquant via un sujet peu orthodoxe et une technique implacable. McQueen est passé maître dans l'art d'utiliser les sens pour créer l'essence de son œuvre. Dans 12 Years a Slave, le public est intégralement impliqué dans le cauchemar insoutenable et violent que vit un homme libre [...] » | Lauréat    |
| Festival international du film de Palm Springs                         | 13 janvier 2014   | Meilleur espoir                                      | Lupita Nyong'o « Lupita Nyong'o est magistrale dans le rôle d'une esclave dont la beauté attire l'attention du son maître vicieux interprété par Michael Fassbender. Son interprétation est sauvage et profondément touchante et sert de pivot central au message d'inhumanité de l'esclavage délivré par le film »                                        | Lauréat    |
| Phoenix Film Critics Society Awards,                                   | 17 décembre 2013  | Top 10 des meilleurs films                           | | Lauréat    |
| Phoenix Film Critics Society Awards,                                   | 17 décembre 2013  | Meilleur film                                        | | Lauréat    |
| Phoenix Film Critics Society Awards,                                   | 17 décembre 2013  | Meilleur réalisateur                                 | Steve McQueen | Nomination |
| Phoenix Film Critics Society Awards,                                   | 17 décembre 2013  | Meilleur acteur                                      | Chiwetel Ejiofor | Nomination |
| Phoenix Film Critics Society Awards,                                   | 17 décembre 2013  | Meilleur acteur dans un second rôle                  | Michael Fassbender | Nomination |
| Phoenix Film Critics Society Awards,                                   | 17 décembre 2013  | Meilleure actrice dans un second rôle                | Lupita Nyong'o | Lauréat    |
| Phoenix Film Critics Society Awards,                                   | 17 décembre 2013  | Meilleure distribution                               | | Nomination |
| Phoenix Film Critics Society Awards,                                   | 17 décembre 2013  | Meilleur scénario adapté                             | John Ridley | Lauréat    |
| Phoenix Film Critics Society Awards,                                   | 17 décembre 2013  | Meilleurs décors                                     | Adam Stockhausen et Alice Baker | Nomination |
| Phoenix Film Critics Society Awards,                                   | 17 décembre 2013  | Meilleurs costumes                                   | Patricia Norris | Nomination |
| Phoenix Film Critics Society Awards,                                   | 17 décembre 2013  | Meilleure photographie                               | Sean Bobbitt | Nomination |
| Phoenix Film Critics Society Awards,                                   | 17 décembre 2013  | Meilleur montage                                     | Joe Walker | Nomination |
| Phoenix Film Critics Society Awards,                                   | 17 décembre 2013  | Meilleure musique de film                            | Hans Zimmer | Nomination |
| Phoenix Film Critics Society Awards,                                   | 17 décembre 2013  | Meilleur espoir                                      | Lupita Nyong'o | Nomination |
| Producers Guild of America Awards                                      | 19 janvier 2014   | Meilleur film                                        | Anthony Katagas, Jeremy Kleiner, Steve McQueen, Brad Pitt et Dede Gardner ex-æquo avec Gravity | Lauréat    |
| San Diego Film Critics Society Awards                                  | 11 décembre 2013  | Meilleur film                                        | | Nomination |
| San Diego Film Critics Society Awards                                  | 11 décembre 2013  | Meilleur réalisateur                                 | Steve McQueen | Nomination |
| San Diego Film Critics Society Awards                                  | 11 décembre 2013  | Meilleur acteur                                      | Chiwetel Ejiofor | Nomination |
| San Diego Film Critics Society Awards                                  | 11 décembre 2013  | Meilleur acteur dans un second rôle                  | Michael Fassbender | Nomination |
| San Diego Film Critics Society Awards                                  | 11 décembre 2013  | Meilleure actrice dans un second rôle                | Lupita Nyong'o | Nomination |
| San Diego Film Critics Society Awards                                  | 11 décembre 2013  | Meilleure distribution                               | | Nomination |
| San Diego Film Critics Society Awards                                  | 11 décembre 2013  | Meilleur scénario adapté                             | John Ridley | Nomination |
| San Diego Film Critics Society Awards                                  | 11 décembre 2013  | Meilleur montage                                     | Joe Walker | Nomination |
| San Diego Film Critics Society Awards                                  | 11 décembre 2013  | Meilleurs décors                                     | Adam Stockhausen et Alice Baker | Nomination |
| San Diego Film Critics Society Awards                                  | 11 décembre 2013  | Meilleure musique de film                            | Hans Zimmer | Nomination |
| San Francisco Film Critics Circle Awards                               | 15 décembre 2015  | Meilleur film                                        | | Lauréat    |
| San Francisco Film Critics Circle Awards                               | 15 décembre 2015  | Meilleur réalisateur                                 | Steve McQueen | Nomination |
| San Francisco Film Critics Circle Awards                               | 15 décembre 2015  | Meilleur acteur                                      | Chiwetel Ejiofor | Lauréat    |
| San Francisco Film Critics Circle Awards                               | 15 décembre 2015  | Meilleur acteur dans un second rôle                  | Michael Fassbender | Nomination |
| San Francisco Film Critics Circle Awards                               | 15 décembre 2015  | Meilleure actrice dans un second rôle                | Lupita Nyong'o | Nomination |
| San Francisco Film Critics Circle Awards                               | 15 décembre 2015  | Meilleur scénario adapté                             | John Ridley | Lauréat    |
| San Francisco Film Critics Circle Awards                               | 15 décembre 2015  | Meilleure photographie                               | Sean Bobbitt | Nomination |
| San Francisco Film Critics Circle Awards                               | 15 décembre 2015  | Meilleur montage                                     | Joe Walker | Nomination |
| San Francisco Film Critics Circle Awards                               | 15 décembre 2015  | Meilleurs décors                                     | Adam Stockhausen | Nomination |
| Satellite Awards                                                       | 23 février 2014   | Meilleur film                                        | | Lauréat    |
| Satellite Awards                                                       | 23 février 2014   | Meilleur réalisateur                                 | Steve McQueen | Lauréat    |
| Satellite Awards                                                       | 23 février 2014   | Meilleur acteur                                      | Chiwetel Ejiofor | Nomination |
| Satellite Awards                                                       | 23 février 2014   | Meilleur acteur dans un second rôle                  | Michael Fassbender | Nomination |
| Satellite Awards                                                       | 23 février 2014   | Meilleure actrice dans un second rôle                | Lupita Nyong'o | Nomination |
| Satellite Awards                                                       | 23 février 2014   | Meilleur scénario adapté                             | John Ridley | Nomination |
| Satellite Awards                                                       | 23 février 2014   | Meilleure photographie                               | Sean Bobbitt | Nomination |
| Satellite Awards                                                       | 23 février 2014   | Meilleur montage                                     | Joe Walker | Nomination |
| Satellite Awards                                                       | 23 février 2014   | Meilleurs costumes                                   | Patricia Norris | Nomination |
| Satellite Awards                                                       | 23 février 2014   | Meilleure musique de film                            | Hans Zimmer | Nomination |
| Screen Actors Guild Awards                                             | 18 janvier 2014   | Meilleure distribution                               | Benedict Cumberbatch, Paul Dano, Garret Dillahunt, Chiwetel Ejiofor, Michael Fassbender, Paul Giamatti, Scoot McNairy, Lupita Nyong'o, Adepero Oduye, Sarah Paulson, Brad Pitt, Michael Kenneth Williams et Alfre Woodard | Nomination |
| Screen Actors Guild Awards                                             | 18 janvier 2014   | Meilleur acteur                                      | Chiwetel Ejiofor | Nomination |
| Screen Actors Guild Awards                                             | 18 janvier 2014   | Meilleur acteur dans un second rôle                  | Michael Fassbender | Nomination |
| Screen Actors Guild Awards                                             | 18 janvier 2014   | Meilleure actrice dans un second rôle                | Lupita Nyong'o | Lauréat    |
| Southeastern Film Critics Association Awards                           | 16 décembre 2013  | Meilleur film                                        | | Lauréat    |
| Southeastern Film Critics Association Awards                           | 16 décembre 2013  | Meilleur réalisateur                                 | Steve McQueen | Lauréat    |
| Southeastern Film Critics Association Awards                           | 16 décembre 2013  | Meilleur acteur                                      | Chiwetel Ejiofor | Lauréat    |
| Southeastern Film Critics Association Awards                           | 16 décembre 2013  | Meilleur acteur dans un second rôle                  | Michael Fassbender | 2e place   |
| Southeastern Film Critics Association Awards                           | 16 décembre 2013  | Meilleure actrice dans un second rôle                | Lupita Nyong'o | Lauréat    |
| Southeastern Film Critics Association Awards                           | 16 décembre 2013  | Meilleur scénario adapté                             | John Ridley | Lauréat    |
| Southeastern Film Critics Association Awards                           | 16 décembre 2013  | Meilleure photographie                               | Sean Bobbitt | 2e place   |
| St. Louis Film Critics Association Awards                              | 16 décembre 2013  | Meilleur film                                        | | Lauréat    |
| St. Louis Film Critics Association Awards                              | 16 décembre 2013  | Meilleur réalisateur                                 | Steve McQueen | Lauréat    |
| St. Louis Film Critics Association Awards                              | 16 décembre 2013  | Meilleur acteur                                      | Chiwetel Ejiofor | Lauréat    |
| St. Louis Film Critics Association Awards                              | 16 décembre 2013  | Meilleur acteur dans un second rôle                  | Michael Fassbender | Nomination |
| St. Louis Film Critics Association Awards                              | 16 décembre 2013  | Meilleure actrice dans un second rôle                | Lupita Nyong'o | Lauréat    |
| St. Louis Film Critics Association Awards                              | 16 décembre 2013  | Meilleur scénario adapté                             | John Ridley | Lauréat    |
| St. Louis Film Critics Association Awards                              | 16 décembre 2013  | Meilleure direction artistique                       | Adam Stockhausen et Alice Baker | Nomination |
| St. Louis Film Critics Association Awards                              | 16 décembre 2013  | Meilleure photographie                               | Sean Bobbitt | Lauréat    |
| St. Louis Film Critics Association Awards                              | 16 décembre 2013  | Meilleure musique de film                            | Hans Zimmer | Nomination |
| St. Louis Film Critics Association Awards                              | 16 décembre 2013  | Meilleure scène                                      | La pendaison de Solomon | Lauréat    |
| Festival international du film de Stockholm                            | 14 novembre 2013  | Cheval de bronze du meilleur film - Mention spéciale | Steve McQueen | Lauréat    |
| Festival international du film de Stockholm                            | 14 novembre 2013  | Meilleure musique de film                            | Hans Zimmer | Lauréat    |
| Festival international du film de Toronto,                             | 15 septembre 2013 | People's Choice Award                                | Steve McQueen | Lauréat    |
| Toronto Film Critics Association Awards,                               | 17 décembre 2013  | Meilleur film                                        | | 2e place   |
| Toronto Film Critics Association Awards,                               | 17 décembre 2013  | Meilleur réalisateur                                 | Steve McQueen | 2e place   |
| Toronto Film Critics Association Awards,                               | 17 décembre 2013  | Meilleur acteur                                      | Chiwetel Ejiofor | 2e place   |
| Toronto Film Critics Association Awards,                               | 17 décembre 2013  | Meilleur acteur dans un second rôle                  | Michael Fassbender | 2e place   |
| Toronto Film Critics Association Awards,                               | 17 décembre 2013  | Meilleure actrice dans un second rôle                | Lupita Nyong'o | 2e place   |
| Utah Film Critics Association Awards                                   | 20 décembre 2013  | Meilleur film                                        | | 2e place   |
| Utah Film Critics Association Awards                                   | 20 décembre 2013  | Meilleur réalisateur                                 | Steve McQueen | 2e place   |
| Utah Film Critics Association Awards                                   | 20 décembre 2013  | Meilleur acteur                                      | Chiwetel Ejiofor | Lauréat    |
| Utah Film Critics Association Awards                                   | 20 décembre 2013  | Meilleur acteur dans un second rôle                  | Michael Fassbender | 2e place   |
| Utah Film Critics Association Awards                                   | 20 décembre 2013  | Meilleur scénario adapté                             | John Ridley | 2e place   |
| Vancouver Film Critics Circle Awards                                   | 7 janvier 2014    | Meilleur film                                        | | Lauréat    |
| Vancouver Film Critics Circle Awards                                   | 7 janvier 2014    | Meilleur réalisateur                                 | Steve McQueen | Nomination |
| Vancouver Film Critics Circle Awards                                   | 7 janvier 2014    | Meilleur acteur                                      | Chiwetel Ejiofor | Nomination |
| Vancouver Film Critics Circle Awards                                   | 7 janvier 2014    | Meilleur acteur dans un second rôle                  | Michael Fassbender | Nomination |
| Vancouver Film Critics Circle Awards                                   | 7 janvier 2014    | Meilleure actrice dans un second rôle                | Lupita Nyong’o | Nomination |
| Vancouver Film Critics Circle Awards                                   | 7 janvier 2014    | Meilleur scénario                                    | John Ridley | Nomination |
| Village Voice Film Poll                                                | 22 décembre 2013  | Meilleur réalisateur                                 | Steve McQueen | Lauréat    |
| Village Voice Film Poll                                                | 22 décembre 2013  | Meilleur acteur                                      | Chiwetel Ejiofor | Lauréat    |
| Village Voice Film Poll                                                | 22 décembre 2013  | Meilleur acteur dans un second rôle                  | Michael Fassbender | 2e place   |
| Village Voice Film Poll                                                | 22 décembre 2013  | Meilleure actrice dans un second rôle                | Lupita Nyong'o | Lauréat    |
| Washington D.C. Area Film Critics Association Awards                   | 9 décembre 2013   | Meilleur film                                        | | Lauréat    |
| Washington D.C. Area Film Critics Association Awards                   | 9 décembre 2013   | Meilleur réalisateur                                 | Steve McQueen | Nomination |
| Washington D.C. Area Film Critics Association Awards                   | 9 décembre 2013   | Meilleur acteur                                      | Chiwetel Ejiofor | Lauréat    |
| Washington D.C. Area Film Critics Association Awards                   | 9 décembre 2013   | Meilleur acteur dans un second rôle                  | Michael Fassbender | Nomination |
| Washington D.C. Area Film Critics Association Awards                   | 9 décembre 2013   | Meilleure actrice dans un second rôle                | Lupita Nyong'o | Lauréat    |
| Washington D.C. Area Film Critics Association Awards                   | 9 décembre 2013   | Meilleure distribution                               | | Lauréat    |
| Washington D.C. Area Film Critics Association Awards                   | 9 décembre 2013   | Meilleur scénario adapté                             | John Ridley | Lauréat    |
| Washington D.C. Area Film Critics Association Awards                   | 9 décembre 2013   | Meilleure direction artistique                       | Adam Stockhausen et Alice Baker | Nomination |
| Washington D.C. Area Film Critics Association Awards                   | 9 décembre 2013   | Meilleure photographie                               | Sean Bobbitt | Nomination |
| Washington D.C. Area Film Critics Association Awards                   | 9 décembre 2013   | Meilleur montage                                     | Joe Walker | Nomination |
| Washington D.C. Area Film Critics Association Awards                   | 9 décembre 2013   | Meilleure musique de film                            | Hans Zimmer | Lauréat    |
| Women Film Critics Circle Awards                                       | 17 décembre 2013  | Meilleur acteur                                      | Chiwetel Ejiofor | Lauréat    |
| Women Film Critics Circle Awards                                       | 17 décembre 2013  | Meilleure image masculine au cinéma                  | Chiwetel Ejiofor | Lauréat    |
| Women Film Critics Circle Awards                                       | 17 décembre 2013  | Josephine Baker Award                                | | Lauréat    |

## Classements des meilleurs films
12 Years a Slave a été nommé parmi les meilleurs films de l'année 2013 par plusieurs critiques : (sauf mention contraire, les médias mentionnés ici sont américains)
- 1er – Bill Goodykoontz, The Arizona Republic
- 1er – Jake Coyle, Associated Press
- 1er – Scott MacDonald, The A.V. Club
- 1er – Tom Brook, BBC (Royaume-Uni)
- 1er – Lisa Kennedy, The Denver Post
- 1er – Keith Phipps, The Dissolve
- 1er – Owen Gleiberman, Entertainment Weekly
- 1er – Eric Kohn, Indiewire
- 1er – Brian D. Johnson, Maclean's (Canada)
- 1er – Rafer Guzmán, Newsday
- 1er – Manohla Dargis, The New York Times
- 1er – Bob Fischbach, Omaha World-Herald
- 1er – Peter Travers (en), Rolling Stone
- 1er – Randy Myers, The San Jose Mercury News
- 1er – Bruce R. Miller, The Sioux City Journal
- 1er – Steve Persall, The Tampa Bay Times
- 1er – Mike Scott, The Times-Picayune
- 1er – TV Guide
- 1er – Katey Rich, Vanity Fair
- 1er – Ann Hornaday, The Washington Post
- 1er – Yahoo! Movies
- 2e – Christopher Orr, The Atlantic
- 2e – Sam Adams, The A.V. Club
- 2e – Stephen Schaefer, The Boston Herald
- 2e – Michael Phillips, The Chicago Tribune
- 2e – James Rocchi, Cinephiled
- 2e – Complex[71]
- 2e – Chris Vognar, The Dallas Morning News
- 2e – Chris Nashawaty, Entertainment Weekly
- 2e – Joe Neumaier, New York Daily News
- 2e – A.O. Scott, The New York Times
- 2e – Lou Lumenick, The New York Post
- 2e – Glenn Sumi, NOW Magazine (Canada)
- 2e – Andrew O'Hehir, Salon
- 2e – Peter Debruge, Variety
- 2e – Joe Reid, The Wire
- 3e – Stephen Holden, The New York Times
- 3e – Anne Thompson, Thompson on Hollywood
- 4e – David Ehrlich, Film.com
- 4e – Rex Reed, The New York Observer
- 6e – A.A. Dowd, The A.V. Club
- 6e – The Daily Beast
- 6e – Christopher Rosen & Mike Ryan, The Huffington Post
- 6e – MTV
- 8e – Glenn Kenny, Some Came Running
- 8e – Scott Foundas, Variety
- 9e – Richard Corliss, Time Magazine
- 10e – Ben Kenigsberg, The A.V. Club
- Top 10 (liste alphabétique) – Stephen Whitty, The Star-Ledger